# Robert Oszek

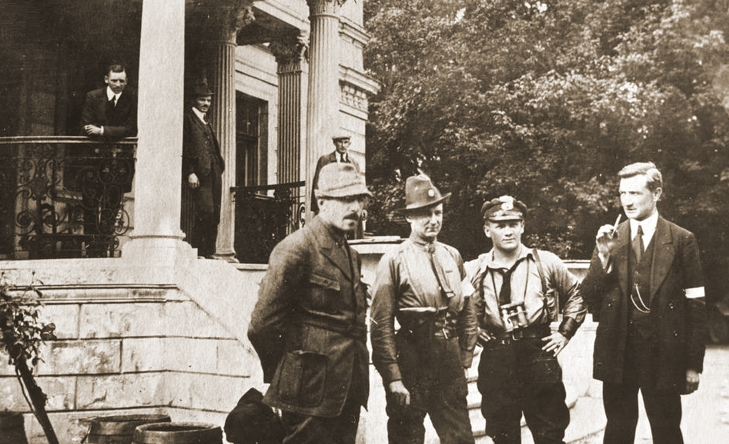
Grupa oficerów polskich podczas III powstania śląskiego przed pałacem w Slawentzitz (Sławięcice). Na pierwszym planie stoją od prawej: kapitan Leon Bulowski, kapitan Robert Oszek (2. z prawej), kapitan Jan Chodźko, porucznik Jan Kowalewski

Robert Oszek (ur. 30 maja 1896 w Zabrzu, zm. 13 kwietnia 1938 w Katowicach) – kapitan marynarki, oficer Polskiej Marynarki Wojennej, dowódca w III powstaniu śląskim, kawaler Orderu Virtuti Militari.

## Życiorys
Urodził się w rodzinie robotniczej, brat Pawła. W wieku 15 lat uciekł z domu, w 1910 roku znalazł się w Hamburgu i podjął pracę na statku wielorybniczym „Olaf II”, na którym pracował przez dwa lata.
Po powrocie do Niemiec, został powołany do niemieckiej marynarki wojennej i w latach 1912–1914 był elewem w szkole marynarki w Murwik pod Flensburgiem. Po ukończeniu szkoły został zaokrętowany na krążownik SMS „Bremen” i wypłynął w rejs do Meksyku. W trakcie pobytu w Meksyku, załoga krążownika wzięła udział w tłumieniu strajku robotników przemysłu naftowego. Za wypuszczenie kilku zatrzymanych robotników stanął przed sądem, został skazany na karę aresztu i zdegradowany. Po powrocie do Niemiec pełnił służbę na okrętach szkolnych „Hertha” i „Kaiserin Augusta”.
Na początku I wojny światowej został przydzielony do załogi krążownika pancernego SMS „Blücher” i jako jeden z nielicznych członków załogi uratował się po jego zatopieniu w dniu 24 stycznia 1915. Został awansowany do stopnia bosmana i skierowany do szkoły nawigacyjnej w Altonie, po której ukończeniu został oficerem pokładowym i dowódcą torpedowca „D-8”, którym dowodził do zakończenia I wojny światowej. W 1917 r. został odznaczony za męstwo Krzyżem Żelaznym I klasy.
W styczniu 1919 roku znalazł się w Polsce i wstąpił do Marynarki Wojennej, początkowo w stopniu ppor. mar. w porcie wojennym w Toruniu, a od 1920 we Flotylli Pińskiej. Wziął udział w wojnie polsko-bolszewickiej, będąc najpierw zastępcą dowódcy okrętu opancerzonego „Pancerny I”, a od 17 sierpnia 1920 roku dowódcą monitora „Mozyrz”.
19 lutego 1921 roku został mianowany porucznikiem marynarki, równocześnie urlopowany i skierowany na Górny Śląsk. 27 lutego 1921 roku zgłosił się w Dowództwie Obrony Plebiscytu włączając się w działania mające na celu przyłączenia Górnego Śląska do Polski. Na początku maja 1921 roku z byłych marynarzy stworzył specjalny oddział szturmowy, który został zmotoryzowany i wyposażony w improwizowane samochody pancerne. Jak dowódca oddziału bierze udział w walkach w trakcie III powstania śląskiego w składzie Grupy „Północ”, m.in. w bitwie o Górę św. Anny. W dniu 4 czerwca 1921 roku dowodził oddziałem, który stłumił bunt w dowództwie Grupy „Wschód”, którego członkowie zamierzali aresztować Wojciecha Korfantego.
Po zakończeniu powstania został komendantem konspiracyjnej Organizacji „P”, której celem była ochrona polskich placówek i instytucji do momentu ich przejęcia przez władze polskie, a także ochrona kontrwywiadowcza i niszczenie magazynów broni niemieckich organizacji bojowych. Funkcję tę pełnił do czerwca 1922 roku, a jego łącznikiem z przedstawicielami koalicji był por. Teodor Lelek były zastępca dowódcy Żandarmerii Wojsk Powstańczych. W 1922 roku został awansowany do stopnia kapitana marynarki i ponownie rozpoczął służbę w Marynarce Wojennej.
W 1924 roku został zdemobilizowany. Pracował następnie jako kierownik hurtowni tytoniowych w Królewskiej Hucie i Katowicach. Aktywny w Związku Powstańców Śląskich.
Zmarł w Katowicach 13 kwietnia 1938 roku, a w dniu 16 kwietnia został pochowany na cmentarzu garnizonowym w Katowicach przy ul. Zgrzebnioka (obecnie pomiędzy ul. Ceglaną i ul. Meteorologów).

## Awanse
- podporucznik marynarki (1919)
- porucznik marynarki (19 lutego 1921)
- kapitan marynarki (1922)

## Ordery i odznaczenia

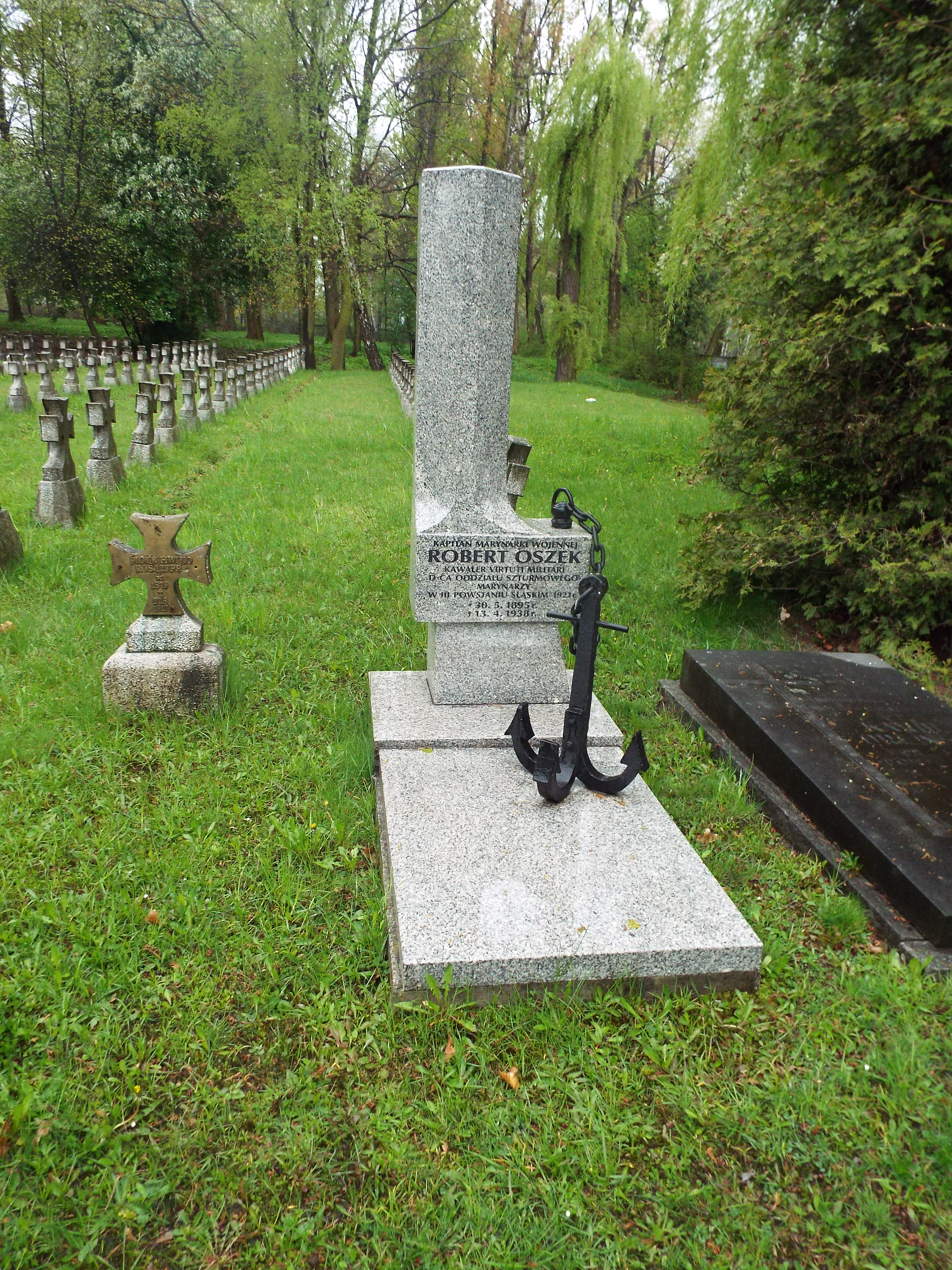
Mogila Roberta Oszka, Katowice, zdjęcie 2014

- Krzyż Srebrny Orderu Wojskowego Virtuti Militari nr 3272 – 1921[6]
- Krzyż Niepodległości
- Krzyż Walecznych – czterokrotnie
- Krzyż na Śląskiej Wstędze Waleczności i Zasługi
- Krzyż Żelazny II Klasy, 10 czerwca 1915[7]
- Krzyż Żelazny I klasy, 8 października 1917[7]
- Krzyż Hanzeatycki[7]
- Honorowa Odznaka Plebiscytowa[7]
- Odznaka Orła Górnośląskiego[7]